# Indochina-Expeditionsarmee
Die Indochina-Expeditionsarmee (jap. 印度支那派遣軍, Indoshina hakengun) war von 1940 bis 1941 ein Großverband des Kaiserlich Japanischen Heeres, der für die Invasion und Besetzung Französisch-Indochinas aufgestellt wurde.

## Geschichte
Dem Daihon’ei (Japanisches Hauptquartier) war seit Ende der 1930er klar, das eine Ausweitung des Kaiserreich Japans Richtung Süden unausweichlich war. Nachdem das verbündete Deutsche Reich Frankreich im Westfeldzug besiegt hatte, oblag es der Vichy-Regierung, die kolonialen Überseegebiete zu verwalten. Der Norden Französisch-Indochinas, der an China grenzte, war den Japanern ein Dorn im Auge, weil von dort Nachschub an die Nationalchinesen geliefert wurde. 
Als am 22. Juni 1940 der Waffenstillstand zwischen dem Deutschen Reich und Frankreich geschlossen wurde witterten die Japaner ihre Chance. Sie verlangten von den Franzosen, die Bahnverbindungen nach China zu schließen, doch diese weigerten sich. Daraufhin stellte die Regionalarmee Südchina am 5. September 1940 die Indochina-Expeditionsarmee auf, mit dem Ziel, den Norden Französisch-Indochina zu besetzen. Dazu wurden ihr Schiffe, Flugzeuge und Mannschaften der Kaiserlich Japanischen Marine vom Stützpunkt auf der Insel Hainan unterstützend zur Seite gestellt. Unter dem Druck der bevorstehenden Invasion unterzeichnete die Vichy-Regierung eine begrenzte Vereinbarung, die dem Kaiserreich Japan erlaubte, Flugbasen auf dem Territorium Französisch-Indochinas zu unterhalten sowie 6000 Soldaten im Land zu stationieren. Wenige Stunden nach Unterzeichnung der Vereinbarung überquerten Teile der 5. Division, aus China kommend, die Grenze zu Französisch-Indochina und unterbrachen die Bahnverbindung zwischen beiden Ländern, wissend, dass sie damit die Vereinbarung brachen. Es kam zur Schlacht von Lạng Sơn, in der eine Brigade französischer Kolonialtruppen und Fremdenlegionäre sich drei Tage mit den vorrückenden Japanern Gefechte lieferte. Letztendlich gewannen die Japaner die Oberhand und konnten weiter auf Hanoi vorstoßen. 
Am 25. September 1940 landeten südlich von Haiphong Truppen der Indochina-Expeditionsarmee und hatten bis zum frühen Nachmittag 4500 Mann, sowie ein Dutzend Panzer gelandet. 900 Soldaten verblieben zum Schutz des Hafens von Haiphong und 600 Mann wurden in Hanoi stationiert. Das primäres Ziel der Japaner, die Versorgung der Chinesen abzuschneiden, die über Nord-Französisch-Indochina geliefert wurde, war damit erfolgreich abgeschlossen worden. 
Am 5. Juli 1941 wurde die Indochina-Expeditionsarmee aufgelöst.

## Armeeführung
|                  | Name                          | Von               | Bis          |
| ---------------- | ----------------------------- | ----------------- | ------------ |
| Oberbefehlshaber | Generalmajor Nishimura Takuma | 7. September 1940 | 5. Juli 1941 |
| Stabschef        | Generalmajor Chō Isamu        | 7. September 1940 | 5. Juli 1941 |

## Untergeordnete Einheiten
Gliederung der Indochina-Expeditionsarmee wie folgt:
- Indochina-Expeditionsarmee-Stab
- 2. Garde-Regiment
- 21. Selbstständige Gemischte Brigade
- Indochina-Expeditionsarmee Panzer-Einheit (14. Panzer-Regiment)
- Indochina-Expeditionsarmee Flugabwehr-Einheit
- Indochina-Expeditionsarmee Fernmelde- und Signal-Einheit
- Indochina-Expeditionsarmee Transport-Einheit
- Indochina-Expeditionsarmee Feldhospital

Teile der 5. Division drangen, aus China kommend, in Französisch-Indochina ein und unterstützten die Indochina-Expeditionsarmee.